# 名鉄高速バスドットコム
名鉄高速バスドットコム（めいてつこうそくバスドットコム）は、名古屋鉄道が中央道高速バス、北陸道特急バス、ひだ高山号などの路線を対象にした高速バス座席予約システム。2004年にハイウェイバスドットコムに統合された。

## 概要
「名古屋鉄道」などの座席指定制の中央道高速バス飯田線、伊那線、松本線、北陸道特急バス福井線、金沢線の座席予約システムは、電話予約システムで、中央高速バスを運営していた関係上各社には、座席指定制が開発したシステムを使用しているが、インターネットが普及してきた1999年に開設されて、その他に、当時、徳島線、仙台線青葉号、福岡線どんたく号、長崎線グラバー号、富士五湖線リゾート・エクスプレス、佐世保・ハウステンボス線西海路号、熊本線不知火号、大分線ぶんご号はこの予約サイトの対象外となっていたなどがあった。

### 沿革
- 1999年9月名鉄高速バスドットコムの前身　名鉄バーチャルタウンが始動[1]。
- 2001年10月19日名鉄高速バスドットコムが運営開始[2]。
- 2004年10月1日名鉄高速バスドットコムが運営をハイウェイバスドットコムに統合する[3]。